# V397 Андромеды
V397 Андромеды (лат. V397 Andromedae) — двойная звезда в созвездии Андромеды на расстоянии приблизительно 1874 световых лет (около 575 парсеков) от Солнца. Видимая звёздная величина звезды — от +8,72m до +8,6m.

## Характеристики
Первый компонент — красный гигант, пульсирующая медленная неправильная переменная звезда (LB:) спектрального класса M5. Масса — около 1,02 солнечной, радиус — около 168,363 солнечных, светимость — около 825,817 солнечных. Эффективная температура — около 3384 K.
Второй компонент — красный карлик спектрального класса M. Масса — около 134,15 юпитерианских (0,1281 солнечной). Удалён на 1,505 а.е..